# PB (拳銃)
PB（ロシア語：ПистолетБесшумный）は1960年代に当時のソビエト連邦で開発された消音拳銃である。

## 概要
PB（GRAUコード：6P9）は東西冷戦期の1967年にPMをベースに開発され、主に暗殺等の特殊任務用途で使用された。
運用の性質上、本来は機密扱いの兵器であったため西側諸国は長らくその存在を把握していなかったが、1970年代後半に勃発したアフガニスタン紛争でスペツナズの装備品が鹵獲されたことにより存在が公となった。

## 構造

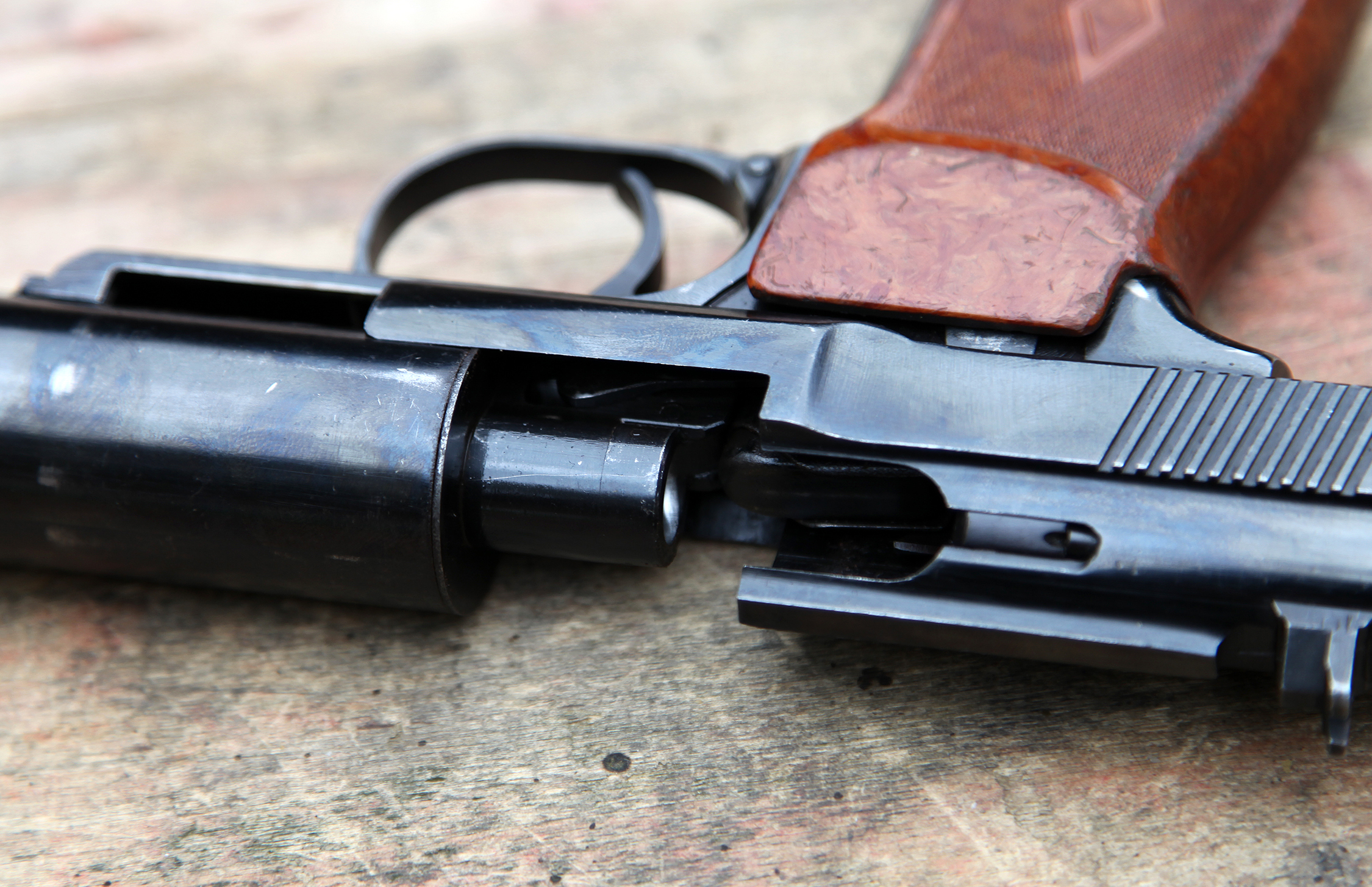
PBのエジェクションポート。

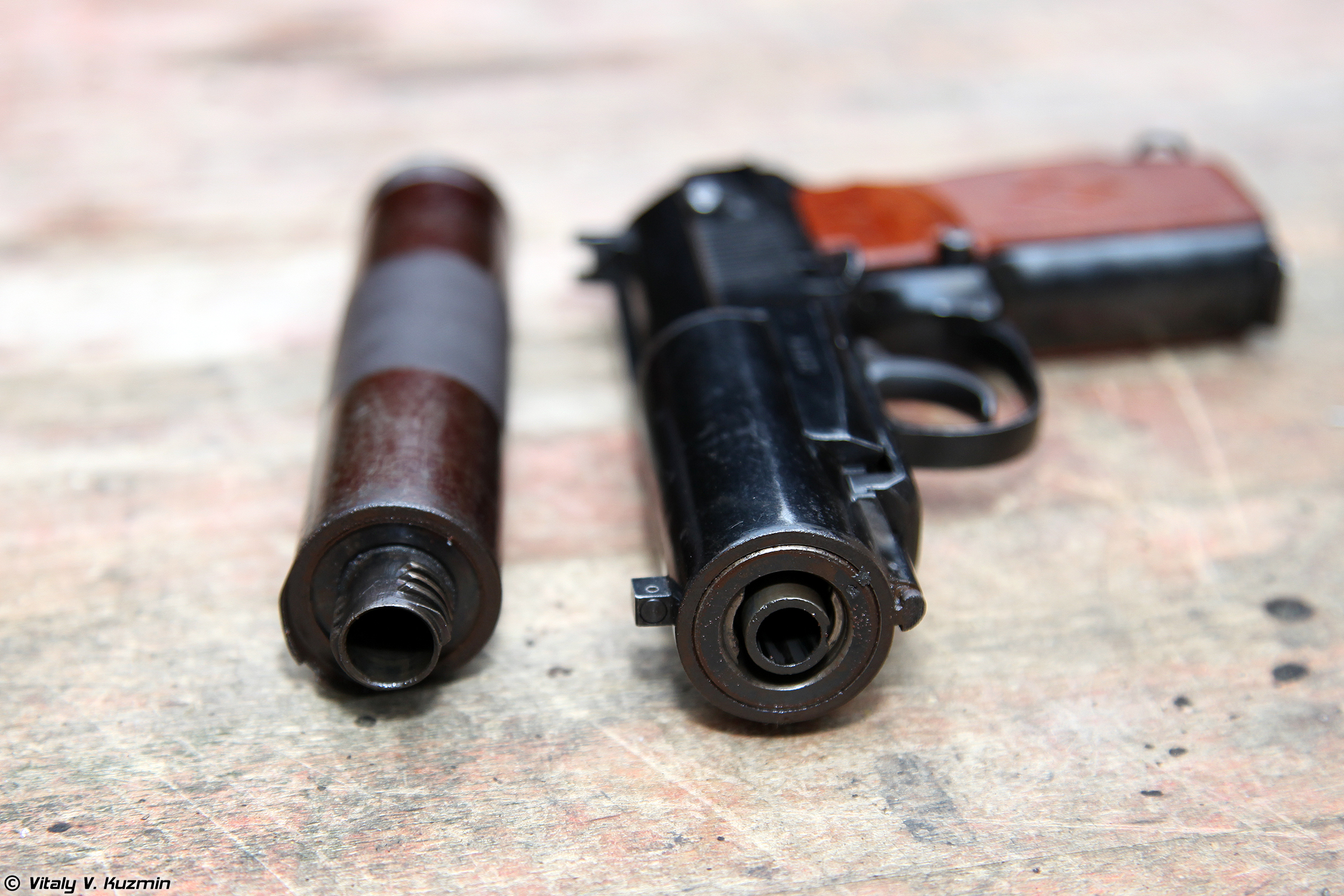
外付けサプレッサーを外した状態のPB。

基本的な操作方法やグリップ周辺のシルエットはベースとなったPMと殆ど同一であるが、高度な消音機能を持たせるために半一体型のサプレッサーを装備している点が異なっている。PMとPBとの間で共用できる部品はごくわずかである。
サプレッサーは前後分割式で、後半部分は銃本体に組み込まれており、銃身全体を先端を除いて覆い、金網で作られたエレメントを内蔵している。前半部分は銃身の先端に取り付けられ、簡単な構造の隔壁（バッフル）を複数内蔵している。銃身の側面にはライフリングに沿って多数の小穴が開いており、ここから高温・高圧の発射ガスがサプレッサー後半部分の内部に拡散して冷やされるとともに、弾丸の初速を落とす。銃口から出た弾丸は、サプレッサー前半部分の隔壁に開けられた穴を次々に通過し、最終的に銃を離れる。発射ガスの拡張・冷却によって銃声が抑えられ、また弾丸の速度が音速を下回ることによって衝撃波が防止され、結果としてほぼ完全な消音を実現している。なお、外付け式のサプレッサー前半部分を装着せずに発砲することも可能である。
また、リコイルスプリングは一般的な自動拳銃とは異なり、L字型の部品を介してグリップ内部に組み込まれている。これはサプレッサーの構造上、リコイルスプリングを組み込む物理的な余裕がスライド内に確保できないためである。
グリップパネルの意匠がPMで採用されていた丸の中に星型を配した形からダイヤ形に変更されている。
前後の照準器には、暗い環境下で見出しを付けやすくするための白点が設けられている。
専用の革製ホルスターも用意されており、本体と外付けサプレッサーを分割して収納することができる。

## 使用国
- ソビエト連邦 /  ロシア

ソビエト連邦軍およびロシア連邦軍の偵察部隊や特殊部隊、旧KGBの管轄部隊であったアルファ部隊やヴィンペル部隊等が使用。
- ウクライナ

ウクライナ軍がソ連時代のものを引き続き使用。
- ジョージア

ジョージア軍および内務省の特殊部隊が使用。
- シリア

シリア軍および警察の特殊部隊が使用。